# Andrés Cunha
Andrés Ismael Cunha Soca (Montevideo, Uruguay, 8 de septiembre de 1976) es un ex árbitro internacional de fútbol uruguayo.

## Trayectoria

#### Inicios
Comenzó en ligas barriales de Montevideo, en donde pudo retornar en varias oportunidades a su barrio natal, el Cerro. Luego tuvo una fugaz carrera arbitrando en divisiones juveniles del Uruguay, hasta llegar a primera división.  

#### Campeonato Sudamericano Sub-20 de 2015
En este campeonato sudamericano, disputado en Uruguay, fue el responsable de arbitrar cuatro partidos, dos por fase de grupo y dos por la fase final.
Por fase de grupo dirigió el partido de la primera fecha del Grupo A que enfrentaba a Paraguay y Bolivia, y el partido de la tercera fecha del mismo grupo disputado entre Argentina y Perú.
Ya en la fase final del certamen arbitró el partido de la primera fecha que encontró a Paraguay y Colombia, y el partido por la tercera fecha disputado por Argentina y Brasil.

#### Copa América 2015
Concurrió a la Copa América 2015 en sustitución de su compatriota Darío Ubríaco, quién se lesionó.
En esta edición de la Copa América, disputada en Chile, arbitró el partido de la primera fecha del Grupo C que enfrentó a Colombia y Venezuela. 
También por la fase de grupos, pero del Grupo A arbitró el encuentro entre Chile y Bolivia correspondiente a la tercera fecha. 
Por cuartos de final fue el responsable del arbitraje del encuentro entre Brasil y Paraguay. 

#### Eliminatorias Sudamericanas Rusia 2018
Durante la Clasificación de Conmebol para la Copa Mundial de Fútbol de 2018, Andrés, fue el responsable de arbitrar cuatro de los noventa partidos que se disputaron. 
Por la segunda fecha, arbitró el encuentro entre Paraguay y Argentina en Asunción el 13 de octubre de 2015. 
Poco más de un año más tarde, el 10 de noviembre de 2016, arbitra el choque entre Venezuela y Bolivia correspondiente a la fecha once.
El 28 de marzo de 2017 imparte justicia en el duelo entre Chile y Venezuela por la fecha catorce.
Por último el 31 de agosto de 2017, es el encargado de arbitrar en enfrentamiento entre Perú y Bolivia de la fecha quince.

#### Copa América Centenario 2016
En este campeonato, disputado en Estados Unidos, le tocó arbitrar el partido entre Brasil y Perú por la última fecha del Grupo B, que definía la clasificación a cuartos de final. Perú ganó por la mínima diferencia tras un polémico gol de Raúl Ruidíaz en el que Cunha tomó más de 3 minutos en decidir la validez del gol tras hacer consultas con sus asistentes. En un inicio se pensó que hubo una revisión de la repetición de la jugada, versión que fue descartada posteriormente. El partido finalmente resultó en victoria peruana por 1 a 0. Este fue el único partido que arbitró en este certamen.

#### Copa Mundial de Fútbol Sub-20 de 2017
En este campeonato mundial juvenil disputado en Corea del Sur, Cunha arbitró tres encuentros. Dos por la fase de grupos y uno por la fase final.
En fase de grupo, dirigió el encuentro entre Francia y Honduras por la primera fecha del Grupo E y el encuentro entre Senegal y Estados Unidos por la segunda fecha del Grupo F.
En la fase final arbitró el encuentro entre Corea del Sur y Portugal correspondiente a los octavos de final.

#### Copa Mundial de Fútbol de 2018
Por la Copa Mundial de Fútbol de 2018 en Rusia, fue designado para arbitrar el partido inaugural del Grupo C entre Francia y Australia. En este partido utilizó por primera vez en la historia de la Copa Mundial de Fútbol el VAR, concediendo un penal para la selección Gala. 
El 18 de junio fue designado para arbitrar el duelo entre Irán y España del Grupo B, siendo el primer árbitro en ser designado dos veces en dicha competición. 
El 8 de julio de 2018 fue designado para arbitrar la semifinal entre Francia y Bélgica.

#### Copa CONMEBOL Libertadores 2018
Por la Copa Libertadores de 2018, Andrés, fue designado como árbitro principal en once ocasiones. Cinco por fase de grupos, dos por octavos de final, dos más por cuartos de final, un partido de semifinal y la final de vuelta.
El 14 de noviembre de 2018, la CONMEBOL designó su participación en la final de este certamen continental. El partido fue jugado el 9 de diciembre de 2018 en el Estadio Santiago Bernabéu (Madrid) entre Club Atlético River Plate y Club Atlético Boca Juniors (3–1), definido en la prórroga.

## Detalles
Actualizado al 21 de febrero de 2019.
| Competición                                                                                     | Partidos | Amones. | Expulsiones | Temporadas      |
| ----------------------------------------------------------------------------------------------- | -------- | ------- | ----------- | --------------- |
| Primera División (incluye Torneo Intermedio, Campeonato Uruguayo Especial y Supercopa Uruguaya) | 139      | 784     | 49          | 2012 - presente |
| Segunda División (incluye Play-off de ascenso)                                                  | 14       | 27      | 9           | 2011 - 2013     |
| CONMEBOL (incluye Copa Libertadores, Copa Sudamericana, Recopa y Campeonatos Sudamericanos)     | 40       | 182     | 16          | 2014 - presente |
| FIFA (incluye Mundial, Copa América, Amistosos, Eliminatorias y Juegos Olímpicos)               | 14       | 54      | 0           | 2015 - presente |
| Total                                                                                           | 207      | 1047    | 74          | 2011 - presente |

### Copa Mundial de la FIFA
| Fecha               | Partido                 | Sede            | Fase           | Amonestado | Otorgado · Otorgado otra vez · Expulsado | Expulsado | Anotado · Penal |
| ------------------- | ----------------------- | --------------- | -------------- | ---------- | ---------------------------------------- | --------- | --------------- |
| 16 de junio de 2018 | Francia 2 - 1 Australia | Kazán           | Fase de grupos | 4          | 0                                        | 0         | 2               |
| 20 de junio de 2018 | Irán 0 - 1 España       | Kazán           | Fase de grupos | 2          | 0                                        | 0         | 0               |
| 10 de julio de 2018 | Francia 1 - 0 Bélgica   | San Petersburgo | Semifinal      | 5          | 0                                        | 0         | 0               |

### Copa Mundial de la FIFA Sub-20
| Fecha              | Partido                      | Sede    | Fase             | Amonestado | Otorgado · Otorgado otra vez · Expulsado | Expulsado | Anotado · Penal |
| ------------------ | ---------------------------- | ------- | ---------------- | ---------- | ---------------------------------------- | --------- | --------------- |
| 22 de mayo de 2017 | Francia 3 - 0 Honduras       | Cheonan | Fase de grupos   | 3          | 0                                        | 0         | 0               |
| 25 de mayo de 2017 | Senegal 0 - 1 Estados Unidos | Incheon | Fase de grupos   | 4          | 0                                        | 0         | 0               |
| 30 de mayo de 2017 | Corea del Sur 1 - 3 Portugal | Cheonan | Octavos de final | 4          | 0                                        | 0         | 0               |

### Copa Libertadores
| Fecha                    | Partido                             | Edición | Fase             | Amonestado | Otorgado · Otorgado otra vez · Expulsado | Expulsado | Anotado · Penal |
| ------------------------ | ----------------------------------- | ------- | ---------------- | ---------- | ---------------------------------------- | --------- | --------------- |
| 25 de febrero de 2015    | Racing 4 - 1 Guaraní                | 2015    | Fase de grupos   | 2          | 0                                        | 0         | 0               |
| 12 de marzo de 2015      | San José 0 - 1 Tigres               | 2015    | Fase de grupos   | 1          | 0                                        | 0         | 0               |
| 10 de abril de 2015      | Atlético Mineiro 2 - 0 Santa Fe     | 2015    | Fase de grupos   | 5          | 0                                        | 0         | 0               |
| 22 de abril de 2015      | Barcelona 0 - 2 Estudiantes         | 2015    | Fase de grupos   | 5          | 0                                        | 1         | 1               |
| 14 de mayo de 2015       | Cruzeiro (5) 1 - 0 (3) São Paulo    | 2015    | Octavos de final | 1          | 0                                        | 0         | 0               |
| 29 de mayo de 2015       | Racing 0 - 0 Guaraní                | 2015    | Cuartos de final | 5          | 0                                        | 1         | 1               |
| 18 de febrero de 2016    | Cobresal 0 - 1 Corinthians          | 2016    | Fase de grupos   | 4          | 0                                        | 0         | 0               |
| 11 de marzo de 2016      | Bolívar 1 - 1 Boca Jrs.             | 2016    | Fase de grupos   | 2          | 0                                        | 0         | 0               |
| 16 de marzo de 2016      | San Lorenzo 1 - 1 Grêmio            | 2016    | Fase de grupos   | 3          | 0                                        | 0         | 1               |
| 14 de abril de 2016      | São Paulo 2 - 1 River Plate         | 2016    | Fase de grupos   | 4          | 1                                        | 1         | 0               |
| 19 de mayo de 2016       | Atlético Mineiro 2 - 1 São Paulo    | 2016    | Fase de grupos   | 6          | 1                                        | 0         | 0               |
| 8 de febrero de 2017     | El Nacional 0 - 1 Atlético Tucumán  | 2017    | 2.ª Ronda        | 6          | 0                                        | 0         | 0               |
| 9 de marzo de 2017       | Flamengo 4 - 0 San Lorenzo          | 2017    | Fase de grupos   | 6          | 0                                        | 0         | 0               |
| 20 de abril de 2017      | Estudiantes 1 - 0 Atlético Nacional | 2017    | Fase de grupos   | 4          | 0                                        | 0         | 0               |
| 5 de mayo de 2017        | Santos 3 - 2 Santa Fe               | 2017    | Fase de grupos   | 5          | 0                                        | 0         | 0               |
| 5 de julio de 2017       | Guaraní 0 - 2 River Plate           | 2017    | Octavos de final | 8          | 0                                        | 0         | 0               |
| 9 de agosto de 2017      | Lanús 1 - 0 The Strongest           | 2017    | Octavos de final | 3          | 0                                        | 0         | 0               |
| 12 de abril de 2018      | Palmeiras 1 - 1 Boca Jrs.           | 2018    | Fase de grupos   | 3          | 0                                        | 0         | 0               |
| 19 de abril de 2018      | Flamengo 1 - 1 Santa Fe             | 2018    | Fase de grupos   | 3          | 0                                        | 0         | 0               |
| 3 de mayo de 2018        | Delfín 1 - 2 Colo-Colo              | 2018    | Fase de grupos   | 6          | 1                                        | 0         | 1               |
| 18 de mayo de 2018       | Dep. Lara 2 - 7 Corinthians         | 2018    | Fase de grupos   | 3          | 0                                        | 0         | 1               |
| 24 de mayo de 2018       | River Plate 0 - 0 Flamengo          | 2018    | Fase de grupos   | 6          | 0                                        | 0         | 0               |
| 8 de agosto de 2018      | Estudiantes 2 - 1 Gremio            | 2018    | Octavos de final | 6          | 1                                        | 0         | 0               |
| 30 de agosto de 2018     | Cruzeiro 0 -1 Flamengo              | 2018    | Octavos de final | 7          | 0                                        | 0         | 0               |
| 21 de septiembre de 2018 | Colo-Colo 0-2 Palmeiras             | 2018    | Cuartos de final | 4          | 0                                        | 1         | 0               |
| 5 de octubre de 2018     | Cruzeiro 1 - 1 Boca Jrs.            | 2018    | Cuartos de final | 6          | 1                                        | 0         | 0               |
| 31 de octubre de 2018    | Gremio 1 - 2 River Plate            | 2018    | Semifinal        | 8          | 1                                        | 0         | 1               |
| 9 de diciembre de 2018   | River Plate 3 - 1 Boca Jrs.         | 2018    | Final - Vuelta   | 7          | 1                                        | 0         | 0               |

### Copa Sudamericana
| Fecha                    | Partido                                    | Edición | Fase             | Amonestado | Otorgado · Otorgado otra vez · Expulsado | Expulsado | Anotado · Penal |
| ------------------------ | ------------------------------------------ | ------- | ---------------- | ---------- | ---------------------------------------- | --------- | --------------- |
| 21 de agosto de 2014     | General Díaz 2 - 1 Cobresal                | 2014    | 1.ª ronda        | 4          | 0                                        | 0         | 0               |
| 17 de septiembre de 2014 | Huachipato 2 - 0 Universidad Católica      | 2014    | 2.ª ronda        | 5          | 0                                        | 0         | 0               |
| 19 de agosto de 2015     | Huachipato 0 - 2 Olimpia                   | 2015    | 1.ª ronda        | 4          | 0                                        | 0         | 0               |
| 17 de septiembre de 2015 | Independiente 1 - 0 Arsenal                | 2015    | 2.ª ronda        | 5          | 0                                        | 0         | 0               |
| 6 de noviembre de 2015   | River Plate 0 - 1 Huracán                  | 2015    | Semifinales      | 3          | 0                                        | 0         | 0               |
| 30 de septiembre de 2016 | Deportivo La Guaira 0 - 2 San Lorenzo      | 2016    | Octavos de final | 3          | 1                                        | 1         | 0               |
| 19 de octubre de 2016    | Independiente Medellín 0 - 2 Cerro Porteño | 2016    | Cuartos de final | 4          | 0                                        | 0         | 0               |
| 13 de septiembre de 2017 | Independiente 2 - 0 Atlético Tucumán       | 2017    | Octavos de final | 8          | 1                                        | 1         | 2               |

### Campeonato Sudamericano Sub-20
| Fecha                | Partido                 | Sede                   | Fase           | Amonestado | Otorgado · Otorgado otra vez · Expulsado | Expulsado | Anotado · Penal |
| -------------------- | ----------------------- | ---------------------- | -------------- | ---------- | ---------------------------------------- | --------- | --------------- |
| 15 de enero de 2015  | Paraguay 4 - 2 Bolivia  | Colonia del Sacramento | Fase de grupos | 7          | 0                                        | 1         | 0               |
| 18 de enero de 2015  | Argentina 6 - 2 Perú    | Colonia del Sacramento | Fase de grupos | 3          | 0                                        | 0         | 0               |
| 26 de enero de 2015  | Paraguay 0 - 0 Colombia | Montevideo             | Fase de grupos | 3          | 0                                        | 0         | 0               |
| 1 de febrero de 2015 | Argentina 2 - 0 Brasil  | Montevideo             | Fase de grupos | 4          | 0                                        | 0         | 0               |

## Distinciones individuales
| Distinción                                              | Año     |
| ------------------------------------------------------- | ------- |
| Mejor árbitro del Campeonato Uruguayo por El Observador | 2014/15 |